# A Misappropriated Turkey
A Misappropriated Turkey er en amerikansk stumfilm fra 1913 af D. W. Griffith.

## Medvirkende
- Charles West
- Claire McDowell som Mrs. Fallon
- Edna Foster
- Harry Carey
- John T. Dillon